# (5457) Queen's
(5457) Queen's est un astéroïde de la ceinture principale.

## Découverte
Il fut découvert le 9 octobre 1980 à l'Observatoire Palomar par Carolyn S. Shoemaker. 

## Caractéristiques orbitales
(5457) Queen's est un astéroïde de la ceinture principale. Il présente une orbite caractérisée par un demi-grand axe de 3,08 UA, une excentricité de 0,02 et une inclinaison de 3,9° par rapport à l'écliptique.

## Caractéristiques physique
Grâce à deux occultations d'étoiles, les dimensions de l'astéroïde sont estimées à 24,6 (± 0,9) km × 16,2 (± 0,7) km.

## Satellites
Un satellite a été découvert en 2023 grâce à deux occultations d'étoiles. Ce compagnon mesurerait (2,0 × 2,0) ± 0,2 km.

## Compléments